# Persone di nome Édouard
| Questa pagina contiene informazioni ricavate automaticamente dalle voci biografiche con l'ausilio del template Bio e di un bot. L'aggiornamento è periodico e automatico e ricostruisce completamente la pagina. Se manca una persona in questa lista, sei pregato di non aggiungerla, ma accertati piuttosto che la sua voce biografica contenga il template Bio e che i dati anagrafici siano correttamente compilati. Se il template Bio manca, inseriscilo tu stesso o, in alternativa, metti l'avviso {{tmp\|Bio}} che ne segnala la mancanza. Se i dati riportati sono sbagliati, correggi direttamente la voce biografica; le modifiche saranno visibili in questa lista entro pochi giorni. Per chiarimenti vedi il progetto antroponimi. La lista contiene solo le 123 persone che sono citate nell'enciclopedia e per le quali è stato implementato correttamente il template Bio. Pagina aggiornata al 6 ago 2025. |

Questa è una lista di persone presenti nell'enciclopedia che hanno il nome Édouard, suddivise per attività principale.

## Ammiragli(1)
- Édouard Guillaud, ammiraglio francese (Parigi, n. 1953)

## Architetti(2)
- Édouard François, architetto francese (Boulogne-Billancourt, n. 1957)
- Édouard Niermans, architetto olandese (Enschede, n. 1859 - Montlaur, † 1928)

## Architetti del paesaggio(1)
- Édouard André, architetto del paesaggio e botanico francese (Bourges, n. 1840 - La Croix-en-Touraine, † 1911)

## Arcieri(1)
- Édouard Beaudoin, arciere francese

## Astronomi(3)
- Benjamin Baillaud, astronomo francese (Chalon-sur-Saône, n. 1848 - Tolosa, † 1934)
- Édouard Roche, astronomo francese (Montpellier, n. 1820 - Montpellier, † 1883)
- Édouard Stephan, astronomo francese (n. 1837 - † 1923)

## Attori(6)
- Édouard Baer, attore, regista e sceneggiatore francese (Parigi, n. 1966)
- Édouard Collin, attore francese (n. 1987)
- Édouard Delmont, attore francese (Marsiglia, n. 1883 - Cannes, † 1955)
- Édouard Mathé, attore francese (Courbevoie, n. 1886 - Bruxelles, † 1934)
- Édouard de Max, attore rumeno (Iași, n. 1869 - Parigi, † 1924)
- Édouard Molinaro, attore, regista e produttore cinematografico francese (Bordeaux, n. 1928 - Parigi, † 2013)

## Avvocati(1)
- Édouard Depreux, avvocato, politico e partigiano francese (Viesly, n. 1898 - Parigi, † 1981)

## Banchieri(2)
- Édouard Hentsch, banchiere svizzero (Ginevra, n. 1829 - † 1892)
- Édouard Alphonse James de Rothschild, banchiere e giocatore di polo francese (Parigi, n. 1868 - Parigi, † 1949)

## Baritoni(1)
- Édouard Gassier, baritono francese (Draguignan, n. 1820 - L'Avana, † 1872)

## Bassi(1)
- Édouard de Reszke, basso polacco (Varsavia, n. 1853 - Garnek, † 1917)

## Biologi(1)
- Édouard Chevreux, biologo francese (Parigi, n. 1846 - Annaba, † 1931)

## Botanici(1)
- Édouard Spach, botanico francese (Strasburgo, n. 1801 - Parigi, † 1879)

## Calciatori(10)
- Édouard Baumann, calciatore francese (Parigi, n. 1895 - Boulogne-Billancourt, † 1985)
- Édouard Butin, ex calciatore francese (Dole, n. 1988)
- Édouard Cissé, ex calciatore francese (Pau, n. 1978)
- Édouard Crut, calciatore francese (Neuilly-sur-Seine, n. 1901 - Marsiglia, † 1974)
- Édouard Duplan, ex calciatore francese (Athis-Mons, n. 1983)
- Édouard Kargu, calciatore francese (Rytwiany, n. 1925 - Camblanes-et-Meynac, † 2010)
- Édouard Macquart, calciatore francese (Château-Thierry, n. 1894 - Carentan, † 1983)
- Édouard Mendy, calciatore francese (Montivilliers, n. 1992)
- Édouard Stako, calciatore francese (Escaudain, n. 1934 - Massy, † 2008)
- Édouard Wawrzeniak, calciatore francese (Oberhausen, n. 1912 - Clermont-Ferrand, † 1991)

## Canottieri(1)
- Édouard Candeveau, canottiere svizzero (n. 1898 - † 1989)

## Cardinali(1)
- Édouard Gagnon, cardinale e arcivescovo cattolico canadese (Port-Daniel, n. 1918 - Montréal, † 2007)

## Cestisti(1)
- Édouard Choquet, ex cestista francese (Limoges, n. 1988)

## Chimici(1)
- Édouard Herzen, chimico belga (Firenze, n. 1877 - † 1936)

## Chirurghi(1)
- Édouard Kirmisson, chirurgo francese (Nantes, n. 1848 - † 1927)

## Ciclisti su strada(2)
- Eddy Schepers, ex ciclista su strada belga (Tienen, n. 1955)
- Édouard Wattelier, ciclista su strada e pistard francese (Chaumontel, n. 1876 - Chaumontel, † 1957)

## Compositori(3)
- Édouard Boilly, compositore francese (Parigi, n. 1799 - Parigi, † 1854)
- Édouard Deldevez, compositore, direttore d'orchestra e violinista francese (Parigi, n. 1817 - Parigi, † 1897)
- Édouard Lalo, compositore francese (Lilla, n. 1823 - Parigi, † 1892)

## Direttori d'orchestra(2)
- Édouard Colonne, direttore d'orchestra e violinista francese (Bordeaux, n. 1838 - Parigi, † 1910)
- Charles Dutoit, direttore d'orchestra svizzero (Losanna, n. 1936)

## Drammaturghi(2)
- Jules-Édouard Alboize de Pujol, drammaturgo, librettista e storico francese (Montpellier, n. 1805 - Parigi, † 1854)
- Édouard Bourdet, drammaturgo e giornalista francese (Saint-Germain-en-Laye, n. 1887 - Parigi, † 1945)

## Economisti(1)
- Édouard Ngirente, economista e politico ruandese (Gakenke, n. 1973)

## Entomologi(1)
- Édouard Ménétries, entomologo e naturalista francese (Parigi, n. 1802 - San Pietroburgo, † 1861)

## Farmacisti(1)
- Édouard Timbal-Lagrave, farmacista e botanico francese (Grisolles, n. 1819 - Tolosa, † 1888)

## Filosofi(1)
- Édouard Le Roy, filosofo e teologo francese (Parigi, n. 1870 - Parigi, † 1954)

## Fisici(1)
- Édouard Branly, fisico francese (Amiens, n. 1844 - Parigi, † 1940)

## Fotografi(2)
- Édouard Baldus, fotografo francese (Grünebach, n. 1813 - Arcueil, † 1889)
- Édouard Boubat, fotografo e giornalista francese (Parigi, n. 1923 - Parigi, † 1999)

## Fumettisti(1)
- Édika, fumettista francese (Il Cairo, n. 1940)

## Funzionari(1)
- Édouard Philippe, funzionario e politico francese (Rouen, n. 1970)

## Generali(2)
- Édouard Jean-Baptiste Milhaud, generale e politico francese (Arpajon-sur-Cère, n. 1766 - Aurillac, † 1833)
- Édouard Adolphe Casimir Joseph Mortier, generale francese (Le Cateau-Cambrésis, n. 1768 - Parigi, † 1835)

## Giornalisti(2)
- Édouard Charton, pubblicista e politico francese (Sens, n. 1807 - Versailles, † 1890)
- Édouard Ducpétiaux, giornalista belga (Bruxelles, n. 1804 - Bruxelles, † 1868)

## Giuristi(1)
- Édouard René de Laboulaye, giurista, politico e scrittore francese (Parigi, n. 1811 - Parigi, † 1883)

## Hockeisti su ghiaccio(1)
- Newsy Lalonde, hockeista su ghiaccio e allenatore di hockey su ghiaccio canadese (Cornwall, n. 1887 - Montréal, † 1970)

## Imprenditori(6)
- Édouard Louis Joseph Empain, imprenditore e egittologo belga (Belœil, n. 1852 - Woluwe, † 1929)
- Édouard Leclerc, imprenditore francese (Landerneau, n. 1926 - Saint-Divy, † 2012)
- Édouard Michelin, imprenditore francese (Clermont-Ferrand, n. 1963 - Isola di Sein, † 2006)
- Édouard Michelin, imprenditore francese (Clermont-Ferrand, n. 1859 - Orcines, † 1940)
- Édouard Otlet, imprenditore e politico belga (Bruxelles, n. 1842 - Blanquefort, † 1907)
- Édouard de Rothschild, imprenditore e banchiere francese (Neuilly-sur-Seine, n. 1957)

## Ingegneri(1)
- Édouard de Villiers du Terrage, ingegnere e archeologo francese (Versailles, n. 1780 - Parigi, † 1855)

## Letterati(1)
- Édouard Moreau, letterato e imprenditore francese (Parigi, n. 1838 - Parigi, † 1871)

## Medici(2)
- Édouard Rist, medico francese (Strasburgo, n. 1871 - Parigi, † 1956)
- Édouard Séguin, medico francese (Clamecy, n. 1812 - New York, † 1880)

## Militari(3)
- Édouard de Beaujeu, militare francese (n. 1316 - Ardres, † 1351)
- Édouard Jules Gabrielli di Carpegna, militare e funzionario francese (Grenoble, n. 1816 - Parigi, † 1883)
- Édouard Pinot, militare e aviatore francese (Belfort, n. 1891 - Strasburgo, † 1984)

## Naturalisti(1)
- Édouard Placide Duchassaing de Fontbressin, naturalista francese (Le Moule, n. 1819 - Périgueux, † 1873)

## Paleontologi(1)
- Édouard Lartet, paleontologo, geologo e antropologo francese (Saint-Guiraud, n. 1801 - Seissan, † 1871)

## Pallavolisti(1)
- Édouard Rowlandson, pallavolista francese (Le Touquet-Paris-Plage, n. 1988)

## Piloti di rally(1)
- Édouard Boulanger, copilota di rally svizzero (Nancy, n. 1979)

## Pittori(15)
- Edouard Adam, pittore francese (Brie-Comte-Robert, n. 1847 - Le Havre, † 1929)
- Édouard Joseph Alexander Agneessens, pittore belga (Bruxelles, n. 1842 - Uccle, † 1885)
- Édouard Bertin, pittore francese (Parigi, n. 1797 - Parigi, † 1871)
- Édouard de Bièfve, pittore belga (Bruxelles, n. 1808 - Bruxelles, † 1882)
- Édouard Cibot, pittore francese (Parigi, n. 1799 - Parigi, † 1877)
- Édouard Crémieux, pittore francese (Marsiglia, n. 1856 - Auschwitz, † 1944)
- Édouard Joseph Dantan, pittore francese (Parigi, n. 1848 - Villerville, † 1897)
- Édouard Debat-Ponsan, pittore francese (Tolosa, n. 1847 - Parigi, † 1913)
- Édouard Delessert, pittore e fotografo francese (Parigi, n. 1828 - Parigi, † 1898)
- Édouard Louis Dubufe, pittore francese (Parigi, n. 1819 - Versailles, † 1883)
- Édouard Manet, pittore francese (Parigi, n. 1832 - Parigi, † 1883)
- Édouard Riou, pittore e illustratore francese (Saint-Servan-sur-Mer, n. 1833 - Parigi, † 1900)
- Édouard Sain, pittore francese (Cluny, n. 1830 - Parigi, † 1910)
- Édouard Vuillard, pittore francese (Cuiseaux, n. 1868 - La Baule, † 1940)
- Édouard François Zier, pittore e illustratore francese (Parigi, n. 1856 - Thiais, † 1924)

## Poeti(2)
- Édouard Jaguer, poeta e critico d'arte francese (Parigi, n. 1924 - Parigi, † 2006)
- Édouard Pailleron, poeta e commediografo francese (Parigi, n. 1834 - Parigi, † 1899)

## Politici(10)
- Édouard Allou, politico francese (Limoges, n. 1820 - Neuilly-sur-Seine, † 1888)
- Édouard Andignoux, politico francese (Tolosa, n. 1844 - Ginevra)
- Edouard André, politico, mecenate e collezionista d'arte francese (Parigi, n. 1833 - Parigi, † 1894)
- Édouard Balladur, politico francese (Smirne, n. 1929)
- Édouard Daladier, politico francese (Carpentras, n. 1884 - Parigi, † 1970)
- Édouard Drouyn de Lhuys, politico francese (Parigi, n. 1805 - Parigi, † 1881)
- Édouard Fritch, politico francese (Papeete, n. 1952)
- Édouard Herriot, politico francese (Troyes, n. 1872 - Lione, † 1957)
- Édouard Thilges, politico lussemburghese (Clervaux, n. 1817 - Lussemburgo, † 1904)
- Édouard Thouvenel, politico e diplomatico francese (Verdun, n. 1818 - Parigi, † 1866)

## Registi(2)
- Édouard Niermans, regista e attore francese (Parigi, n. 1943)
- Édouard Salier, regista, designer e fotografo francese (Bordeaux, n. 1976)

## Religiosi(1)
- Édouard Bérard, religioso e botanico italiano (Châtillon, n. 1825 - Aosta, † 1889)

## Scenografi(1)
- Édouard Desplechin, scenografo francese (Lilla, n. 1802 - Parigi, † 1871)

## Schermidori(3)
- Édouard Artigas, schermidore francese (Parigi, n. 1906 - Antibes, † 2001)
- Édouard Gardère, schermidore francese (Gérardmer, n. 1909 - Buenos Aires, † 1969)
- Édouard Yves, schermidore belga (Katako-Kombe, n. 1907)

## Sciatori freestyle(1)
- Édouard Therriault, sciatore freestyle canadese (Lorraine, n. 2003)

## Scrittori(5)
- Édouard Dessommes, scrittore statunitense (New Orleans, n. 1845 - Mandeville, † 1908)
- Édouard Drumont, scrittore e giornalista francese (Parigi, n. 1844 - Parigi, † 1917)
- Édouard Dujardin, scrittore, poeta e giornalista francese (Saint-Gervais-la-Forêt, n. 1861 - Parigi, † 1949)
- Édouard Glissant, scrittore, poeta e saggista francese (Sainte-Marie, n. 1928 - Parigi, † 2011)
- Édouard Louis, scrittore francese (Hallencourt, n. 1992)

## Tennisti(2)
- Édouard Mény de Marangue, tennista francese (Parigi, n. 1882 - Beaulieu-sur-Mer, † 1960)
- Édouard Roger-Vasselin, tennista francese (Gennevilliers, n. 1983)

## Tiratori di fune(1)
- Édouard Bourguignon, tiratore di fune belga (n. 1887)

## Velisti(1)
- Édouard Mantois, velista francese

## Wrestler(1)
- Édouard Carpentier, wrestler francese (Roanne, n. 1926 - Montréal, † 2010)

## Zoologi(1)
- Édouard Louis Trouessart, zoologo francese (Angers, n. 1842 - Parigi, † 1927)